# C.A. Rosetti (gmina w okręgu Buzău)
 C.A. Rosetti – gmina w Rumunii, w okręgu Buzău. Obejmuje miejscowości Bălteni, Bâlhacu, C.A. Rosetti, Cotu Ciorii, Lunca i Vizireni. W 2011 roku liczyła 3713 mieszkańców. Nazwa gminy została nadana na cześć rumuńskiego XIX-wiecznego polityka Constantina Alexandru Rosettiego.